# Leucosigma uncifera
Leucosigma uncifera là một loài bướm đêm trong họ Noctuidae.